# Ілезський Погост
Іле́зський Пого́ст (рос. Илезский Погост) — село у складі Тарногського району Вологодської області, Росія. Адміністративний центр Ілезського сільського поселення.

## Населення
Населення — 101 особа (2010; 115 у 2002).
Національний склад (станом на 2002 рік):
- росіяни — 99 %